# Grand Prix Formule 1 van Canada 1970
De Grand Prix Formule 1 van Canada 1970 werd gehouden op 20 september op het Circuit Mont-Tremblant in Mont-Tremblant (Quebec). Het was de elfde race van het seizoen.

## Uitslag
| Pos. | Nr. | Coureur              | Constructeur       | Rondes | Tijd / Oorzaak uitval | Grid | Punten |
| ---- | --- | -------------------- | ------------------ | ------ | --------------------- | ---- | ------ |
| 1    | 18  | Jacky Ickx           | Ferrari            | 90     | 1:21:18.4             | 2    | 9      |
| 2    | 19  | Clay Regazzoni       | Ferrari            | 90     | + 14.8                | 3    | 6      |
| 3    | 20  | Chris Amon           | March-Ford         | 90     | + 57.9                | 6    | 4      |
| 4    | 14  | Pedro Rodríguez      | BRM                | 89     | + 1 Ronde             | 7    | 3      |
| 5    | 4   | John Surtees         | Surtees-Ford       | 89     | + 1 Ronde             | 5    | 2      |
| 6    | 6   | Peter Gethin         | McLaren-Ford       | 88     | + 2 Rondes            | 11   | 1      |
| 7    | 24  | Henri Pescarolo      | Matra              | 87     | + 3 Rondes            | 8    |        |
| 8    | 23  | Jean-Pierre Beltoise | Matra              | 85     | Koppeling             | 13   |        |
| 9    | 2   | François Cevert      | March-Ford         | 85     | + 5 Rondes            | 4    |        |
| 10   | 16  | George Eaton         | BRM                | 85     | + 5 Rondes            | 9    |        |
| NC   | 10  | Tim Schenken         | De Tomaso-Ford     | 79     | Niet geklasseerd      | 17   |        |
| NC   | 9   | Graham Hill          | Lotus-Ford         | 77     | Niet geklasseerd      | 20   |        |
| NF   | 8   | Andrea de Adamich    | McLaren-Alfa Romeo | 69     | Oliedruk              | 12   |        |
| NC   | 26  | Ronnie Peterson      | March-Ford         | 65     | Niet geklasseerd      | 16   |        |
| NF   | 5   | Denny Hulme          | McLaren-Ford       | 58     | Motor                 | 15   |        |
| NF   | 11  | Jack Brabham         | Brabham-Ford       | 57     | Olielek               | 19   |        |
| NC   | 15  | Jackie Oliver        | BRM                | 52     | Niet geklasseerd      | 10   |        |
| NF   | 3   | Jackie Stewart       | Tyrrell-Ford       | 31     | As                    | 1    |        |
| NF   | 12  | Rolf Stommelen       | Brabham-Ford       | 22     | Handling              | 18   |        |
| NF   | 21  | Jo Siffert           | March-Ford         | 21     | Motor                 | 14   |        |

## Statistieken
| Pole-position | Jackie Stewart | Tyrrell-Ford | 1:31.5 |
| Snelste ronde | Clay Regazzoni | Ferrari      | 1:32.2 |

## Noot
- Dit was de vijfde Grand Prix-winst voor Jacky Ickx en voor een Belgische coureur.
- Met zijn tweede (opeenvolgende) overwinning van de Grote Prijs van Canada was Jacky Ickx de eerste meervoudige winnaar in Canada; een nieuw record.

1967 · 1968 · 1969 · 1970 · 1971 · 1972 · 1973 · 1974 · 1976 · 1977 · 1978 · 1979 · 1980 · 1981 · 1982 · 1983 · 1984 · 1985 · 1986 · 1988 · 1989 · 1990 · 1991 · 1992 · 1993 · 1994 · 1995 · 1996 · 1997 · 1998 · 1999 · 2000 · 2001 · 2002 · 2003 · 2004 · 2005 · 2006 · 2007 · 2008 · 2010 · 2011 · 2012 · 2013 · 2014 · 2015 · 2016 · 2017 · 2018 · 2019 · 2022 · 2023 · 2024 · 2025 · 2026 · 2027 · 2028 · 2029